# Фаба (Верхняя Гаронна)
Фаба́ (фр. Fabas, окс. Havars) — коммуна во Франции, находится в регионе Юг — Пиренеи. Департамент — Верхняя Гаронна. Входит в состав кантона Л’Иль-ан-Додон. Округ коммуны — Сен-Годенс.
Код INSEE коммуны — 31178.

## География

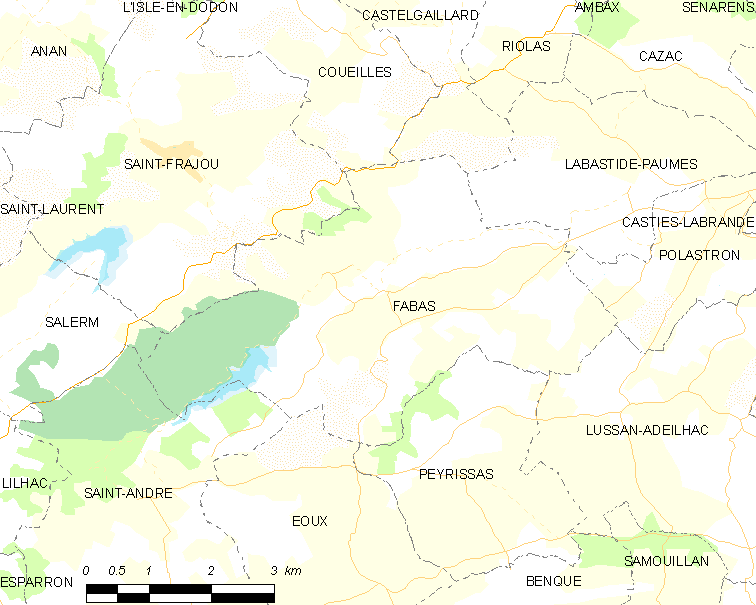
Карта коммуны

Коммуна расположена приблизительно в 630 км к югу от Парижа, в 55 км к юго-западу от Тулузы.
По территории коммуны протекает река Туш, на западе расположено водохранилище.

## Климат
Климат умеренно-океанический. Зима мягкая и снежная, весна характеризуется сильными дождями и грозами, лето сухое и жаркое, осень солнечная. Преобладают сильные юго-восточные и северо-западные ветры.

## Население
Население коммуны на 2010 год составляло 213 человек.
| 1962 | 1968 | 1975 | 1982 | 1990 | 1999 | 2010 |
| ---- | ---- | ---- | ---- | ---- | ---- | ---- |
| 322  | 277  | 239  | 244  | 206  | 214  | 213  |

## Администрация
| Период | Период | Фамилия        | Партия | Примечания |
| ------ | ------ | -------------- | ------ | ---------- |
| 2001   | 2008   | Жан-Клод Ларьё |        |            |
| 2008   | 2020   | Ален Эстрад    |        |            |

## Экономика
В 2010 году среди 123 человек трудоспособного возраста (15—64 лет) 90 были экономически активными, 33 — неактивными (показатель активности — 73,2 %, в 1999 году было 68,8 %). Из 90 активных жителей работали 79 человек (49 мужчин и 30 женщин), безработных было 11 (3 мужчин и 8 женщин). Среди 33 неактивных 4 человека были учениками или студентами, 19 — пенсионерами, 10 были неактивными по другим причинам.

## Достопримечательности
- Церковь Св. Петра (церковь Сен-Пе-д’Арес; XVII век). Исторический памятник с 1991 года[4]
- Церковь Св. Георгия